# Sentelie
Sentelie – miejscowość i gmina we Francji, w regionie Hauts-de-France, w departamencie Somma.
Według danych na rok 1999 gminę zamieszkiwało 215 osób, a gęstość zaludnienia wynosiła 38 osób/km² (wśród 2293 gmin Pikardii Sentelie plasuje się na 807. miejscu pod względem liczby ludności, natomiast pod względem powierzchni na miejscu 819.).